# José María Usandizaga
José María Usandizaga Soraluce (San Sebastián, 31 de marzo de 1887-San Sebastián, 5 de octubre de 1915) fue un compositor y pianista español. Su estilo recoge, junto con la influencia de la escuela romántica francesa, rasgos del verismo italiano y el sustrato de las canciones populares. Es considerado, junto con Jesús Guridi, el padre de la ópera vasca.

## Biografía

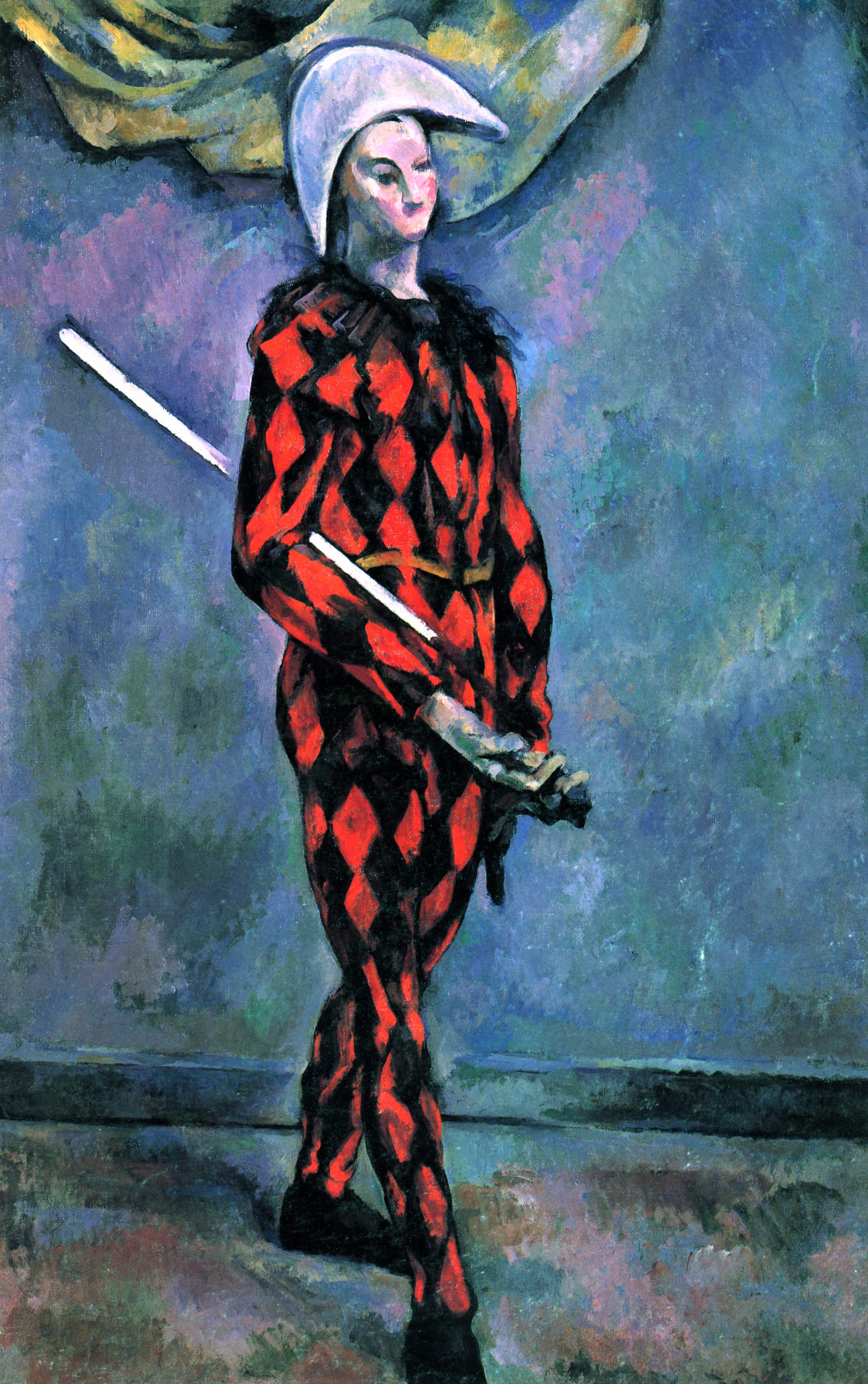
Las golondrinas se hace eco del recurrente argumento teatral del payaso que ríe en escena, mientras llora en la vida real. Arlequín de Paul Cézanne.

Nacido en una familia de tradición musical, comienza los estudios de piano con su madre Ana Soraluce. A los nueve años comienza estudios formales de música en la Academia Municipal de Música de San Sebastián con Beltrán Pagola y Germán Cendoya, y con 14 años se traslada a París, donde se matricula en la Schola Cantorum, en la que completará sus estudios de la mano de Vincent d'Indy en composición y Grovlez en piano. En esta época ya padece problemas de salud, además de una lesión en la mano izquierda que le impedirá dedicarse profesionalmente a la interpretación.
La mayor parte de sus obras orquestales y de cámara pertenecen a su etapa parisina: Suite en La Op. 14 (1904), Dans la mer, Op. 20 (1904), Obertura sinfónica sobre un tema de canto llano, Op. 26 (1905). De entre ellas destaca el Cuarteto de cuerda en Sol, Op. 31, en el cual utiliza algunos temas populares vascos.
De vuelta a San Sebastián en enero de 1906, escribe Irurak bat, Op. 35, rapsodia sobre tres cantos populares vascos (Irurak bat, que puede traducirse como Tres en uno, era la divisa de la unión de las provincias vascongadas), además de otras obras de temática vasca.
En 1909 la Sociedad Coral de Bilbao encarga tres óperas sobre temas vascos a otros tantos compositores: José María Usandizaga, Jesús Guridi y Santos Intxausti. De este encargo surgirá el primer trabajo lírico del compositor, Mendi-mendiyan (1910), que se estrena el 21 de mayo del año siguiente en el Teatro Campos Elíseos de Bilbao con gran éxito y un año después en San Sebastián.
En 1911 compone la fantasía-danza para piano Hassan y Melihah, en la que no empleará temas populares.
En verano de 1912 conoce en San Sebastián al dramaturgo Gregorio Martínez Sierra, con quien comienza una sincera amistad. En Madrid, el dramaturgo le muestra al compositor su drama Saltimbanquis (1905); a partir de este, el mismo Martínez Sierra había escrito conjuntamente con Santiago Rusiñol el drama Ocells de pas (Aves de paso), en catalán, estrenado en 1908. En este ya se encuentra el desarrollo completo de la trama y los nombres de los personajes. 
Usandizaga queda prendado por el tema y centrará todas sus fuerzas e ilusiones en convertir el texto en zarzuela. El nombre elegido fue Las golondrinas, a partir del título catalán referido a las "aves de paso". Se estrenó en 1914 y se convirtió en una de las principales obras de Usandizaga. En realidad es bien conocido que las obras de Martínez Sierra las escribía su esposa María Lejárraga, a pesar de que de mutuo acuerdo las firmara él, de lo que atestigua la correspondencia entre María y Usandizaga así como el tardío testimonio epistolar de María Lejárraga al cronista Jesús María Arozamena desde su exilio mexicano. Al parecer también fue este el caso de Las Golondrinas. 
El último proyecto de Usandizaga, la ópera La llama, quedará interrumpido a causa de la muerte del compositor, a la temprana edad de 28 años, truncándose una carrera musical exitosa hasta el momento y prometedora.
El aprecio de los donostiarras por la figura de José María Usandizaga cristalizó en una escultura del catalán José Llimona colocada en su honor en la céntrica Plaza de Guipúzcoa de San Sebastián a los pocos años de su fallecimiento. Asimismo, el Instituto Peñaflorida de la capital guipuzcoana adoptó el nombre de Instituto Usandizaga en su traslado al ensanche de Amara donostiarra en 1956.

## Música
Según la opinión del crítico musical y musicólogo Enrique Franco, la música de Usandizaga se caracteriza por su refinamiento armónico. Luis Astrana indica que "... aportó a la armonía los más audaces atrevimientos y a la orquestación las más exquisitas complicaciones instrumentales". Rico en ritmos y experto en el encuentro de contrastes, y de constante flujo melódico, en sus últimas composiciones se advierte el influjo de César Franck. El compositor Pablo Sorozábal opinaba sobre Usandizaga que fue un vendaval que barría la hojarasca que cubría los buenos caminos del arte lírico marcados por Chapí.
Usandizaga fue un músico vocacionalmente volcado al teatro. En él se depositó la esperanza de un gran compositor de ópera vasca, y después española; esperanza que se vio truncada al morir tan joven.
Su zarzuela Las golondrinas se ha mantenido en el repertorio, bien como zarzuela (su versión original), o bien en la versión operística (una vez musicadas las partes habladas y hechos algunos cambios) que fueron obra del hermano del compositor Ramón Usandizaga. El estreno de la obra, en el Teatro de Price de Madrid, el 5 de febrero de 1914, resultó un éxito apoteósico, en el entumecido panorama musical español de la época. El triunfo del joven compositor fue celebrado por los grandes músicos de la época, como Manuel de Falla, Amadeo Vives o Gerónimo Giménez. La versión como ópera se estrenó en el Gran Teatro del Liceo de Barcelona el 14 de diciembre de 1929. Destacan en esta obra la permanencia del barítono  Caminar, caminar... y la pantomima, que como fragmento orquestal (sustituyendo la parte del barítono por un violonchelo), se ha difundido en las salas de concierto.

## Catálogo de obras
| Año     | Opus    | Obra | Tipo de obra         |
| ------- | ------- | --- | -------------------- |
| 1902    |         | Danza española. | Música de piano      |
| 1902?   |         | Suite para piano, sobre cantos populares vascos. | Música de piano      |
| 1904    | Opus 14 | Suite en La. | Música para orquesta |
| 1904    | Opus 20 | Dans la mer. | Música para orquesta |
| 1904-05 | Opus 26 | Obertura sinfónica sobre un tema de canto llano. | Música para orquesta |
|         | Opus 28 | Pièces pour piano. | Música de piano      |
| 1905    | Opus 31 | Cuarteto en Sol sobre temas populares vascos. | Música de cámara     |
| 1906    | Opus 35 | Irurak Bat, rapsodia popular vasca. | Música para orquesta |
| 1906    |         | Bidasoa, para banda. | Música para orquesta |
| 1906    |         | Euskal festara, marcha para orquesta. | Música para orquesta |
| 1906/9? |         | Fantasía vascongada (Chorichua, nora ua?), para coro de hombres | Música vocal         |
| 1908    |         | Fantasía para violoncello y piano (orquestada con posterioridad por su hermano Ramón Usandizaga. | Música de cámara     |
| 1909-10 |         | Mendi-mendiyan pastoral lírica vasca (J. Power) (Bilbao, Campos Elíseos, 21 de mayo de 1910), ópera. | Ópera                |
| 1910    |         | Jota | Música de piano      |
| 1911    |         | Hassan y Melihah, fantasía para piano o orquesta. | Música de piano      |
| 1912    |         | Umezurtza, para soprano, tenor, coro mixto y orquesta. | Música vocal         |
| 1912    |         | Costa brava, (denominada como Acción lírica en un acto) (Inconclusa) ópera. | Ópera                |
| 1913    |         | 13 de Agosto de 1813, himno, para coro, banda, trompetas y tambores (en conmemoración del centenario de la quema de San Sebastián) |                      |
| 1913-14 |         | Las golondrinas, drama lírico, (firmado como G. Martínez Sierra, pero seguramente con intervención de su mujer, María Lejárraga, según Saltimbanquis, parte de Teatro del ensueño, 1905, y de Ocells de pas, drama en catalán escrito por Martínez Sierra y Santiago Rusiñol, 1908), (Madrid, Price, 5 de febrero de 1914), (revisada como ópera por R. Usandizaga, Barcelona, Liceu, 1929). | Zarzuela             |
| 1915    |         | La llama, drama lírico (Martínez Sierra), inacabada, completada posteriormente por su hermano Ramón Usandizaga en 1918. (San Sebastián, Teatro Victoria Eugenia, 30 de enero de 1918) (Madrid, Gran Teatro, 30 de marzo de 1918). | Ópera                |
| (s.d.)  |         | Postludio (Postcommunio), para órgano (impr. 1909) |                      |
| (s.d.)  |         | Misa, 4 voces. | Música vocal         |
| (s.d.)  |         | Euskal herri maitiari, rapsodia vasco-francesa, 4 voces. | Música vocal         |
| (s.d.)  |         | Impromptus, para piano (dedicado a Leo de Silka) | Música de piano      |

## Curiosidades
En Rentería, Gijón, Elorrio, Sestao, Uceda y otras ciudades españolas hay calles en su memoria.